# Skölvene distrikt
Skölvene distrikt är ett distrikt i Herrljunga kommun och Västra Götalands län. 
Distriktet ligger sydost om Herrljunga. 

## Tidigare administrativ tillhörighet
Distriktet inrättades 2016 och utgörs av socknarna Skölvene och Norra Säm i Herrljunga kommun.
Området motsvarar den omfattning Skölvene församling hade 1999/2000 och fick 1989 när socknarnas församlingar slogs samman.